# ジャカリジャ・コネ
ジャカリジャ・コネ（Djakaridja Koné, 1986年7月22日 - ）は、コートジボワール出身の元ブルキナファソ代表サッカー選手。ポジションはMF（DH）。

## 経歴
2006年からイスラエルのハポエル・ペタク・チクヴァFCでプロキャリアをスタートさせた。2009年、ルーマニアのFCディナモ・ブカレストに移籍した。2012年8月に、コネはエヴィアン・トノン・ガイヤールFCと3シーズンの契約を交わした。2014-15シーズンを終えクラブがリーグ・ドゥに降格したことを受け、2015年8月30日にスュペル・リグのスィヴァススポルと2年契約を結んだ。

## 代表歴
ブルキナファソ代表として2011年にA代表デビューを果たした。

## 所属クラブ
- ハポエル・ペタク・チクヴァFC 2006–2009

→  ハポエル・ハイファFC 2006–2008 (loan)
- FCディナモ・ブカレスト 2009–2012
- エヴィアン・トノン・ガイヤールFC 2012–2015
- スィヴァススポル 2015–2016

## タイトル
クラブ
 ディナモ・ブカレスト
- クパ・ロムニエイ (1): 2011–12